# Maceratino
Maceratino ist eine selten angebaute Weißweinsorte der italienischen Region Marken. Sie ist dort in der Provinz Macerata zugelassen. Kleine Anpflanzungen sind auch in den Provinzen Ancona und Asccoli Piceno bekannt. Die bestockte Fläche wird mit ca. 380 Hektar angegeben. Häufig wird sie auch Greco Maceratino genannt.
Wie aus der Liste der Synonyme zu entnehmen ist, wird eine Verwandtschaft mit den Sorten Greco Bianco oder Verdicchio vermutet. Wenn sich dies bestätigen sollte, würde sie zur großen Trebbiano-Familie gehören. In den Marken wird sie in Weinen der Denominazione di origine controllata Colli Maceratesi verwendet.
Die Sorte ergibt strohgelbe Weine, die leicht duftig und im Geschmack neutral sind.
Siehe auch den Artikel Weinbau in Italien sowie die Liste von Rebsorten.
Synonyme: Aribona, Bianchetta oder Bianchetta Montecchiese, Greco, Greco ad acini piccoli, Greco bianco delle Marche (irrtümlich), Greco Castellano, Greco delle Marche (irrtümlich), Greco Fino, Greco Maceratino, Greco Montecchiese, Maceratese, Matelicano, Montecchiese, Ribona, Uva Stretta, Verdicchio Marina, Verdicchio Marino, Verdicchio Sirolese, Verdicchio Tirolese. Irrtümlich wird sie auch Malvasia und Montanaro genannt.

## Ampelographische Sortenmerkmale
In der Ampelographie wird der Habitus folgendermaßen beschrieben:
- Die Triebspitze ist offen. Sie ist weißwollig behaart. Die Triebspitze ist weißgrünlich gefärbt. Die Jungblätter sind leicht wollig  behaart und von grünlicher Farbe, jedoch braun gefleckt.
- Die großen Blätter sind fünflappig und mitteltief gebuchtet. Die Stielbucht ist lyrenförmig offen. Das Blatt ist stumpf gezahnt. Die Zähne sind im Vergleich zu anderen Sorten mittelgroß.
- Die konus- bis walzenförmige Traube ist groß und dichtbeerig. Die rundlichen Beeren sind mittelgroß und von goldgelber Farbe. Der Geschmack der Beeren ist neutral.

Die wuchskräftige Rebsorte reift ca. 30 – 35 Tage nach dem Gutedel und gilt somit als sehr spät reifend. Die Erträge sind meist sehr hoch, so dass durch eine gezielte Reberziehung eine Ertragsminderung durchgeführt werden muss, um gute Weinqualitäten zu erzielen.